# Želiezovce
Želiezovce (em húngaro: Zseliz) é uma cidade da Eslováquia, situada no distrito de Levice, na região de Nitra. Tem 56,52 km² de área e sua população em 2018 foi estimada em 6.772 habitantes.

## Demografia
| Ano:        | 1994 | 2004   | 2014   | 2024   |
| ----------- | ---- | ------ | ------ | ------ |
| Broj ljudi: | 7602 | 7522   | 7056   | 6558   |
| Razlika:    |      | -1,05% | -6,19% | -7,05% |

| Ano:               | 2023 | 2024   |
| ------------------ | ---- | ------ |
| Número de pessoas: | 6588 | 6558   |
| Diferença:         |      | -0,45% |